# Section Genius
Section Genius (A.N.T. Farm) est une sitcom américaine en 65 épisodes de 22 minutes créée par Dan Signer, ancien scénariste et coproducteur exécutif de La Vie de croisière de Zack et Cody, et diffusée entre le 6 mai 2011 et le 21 mars 2014 sur Disney Channel.
En France, elle est diffusée entre le 5 octobre 2011 et le 29 mars 2014 sur Disney Channel France et au Québec depuis le 29 août 2012 sur VRAK.TV et depuis peu sur la plateforme Disney+.

## Synopsis
China Parks, 11 ans, est une prodige de la musique et se trouve engagée dans un programme d'excellence dans un lycée de San Francisco. À peine arrivée, elle se lie d'amitié avec Olive, 11 ans, qui est capable de tout mémoriser (images, phrases vues ou lues) et Fletcher qui est un génie artistique du même âge qu'elles. Ensemble, ils devront se faire une place dans un lycée dans la classe spécialisée pour les surdoués qui ont un don naturel où les autres élèves du lycée, bien souvent plus âgés qu'eux, n'aiment pas les surdoués.

## Distribution

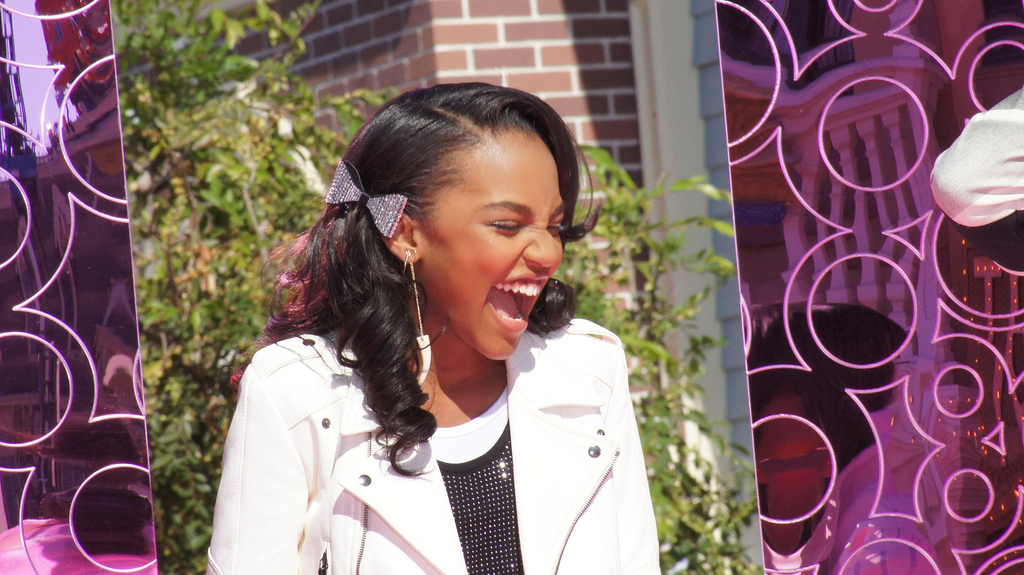
China Anne McClain, l'interprète de Chyna Parks

| Voix originale     | Personnages                   | Voix française                                            | Saisons    | Saisons    | Saisons    |
| Voix originale     | Personnages                   | Voix française                                            | 1          | 2          | 3          |
| ------------------ | ----------------------------- | --------------------------------------------------------- | ---------- | ---------- | ---------- |
| China Anne McClain | Chyna Anne Parks              | Elsa Poisot                                               | Principale | Principale | Principale |
| Sierra McCormick   | Olivia « Olive » Daphné Doyle | Claire Tefnin                                             | Principale | Principale | Principale |
| Jake Short         | Fletcher Pépinière Quimby     | Arthur Dubois                                             | Principal  | Principal  | Principal  |
| Stefanie Scott     | Alexis « Lexi » Taylor Reed   | Marielle Ostrowski                                        | Principale | Principale | Principale |
| Carlon Jeffery     | Cameron O. Parks              | Grégory Praet                                             | Principal  | Principal  | Invité     |
| Aedin Mincks       | Angus Chestnut                | Raphaëlle Bruneau (saison 1 et 2) Circé Lethem (saison 3) | Récurrent  | Récurrent  | Principal  |

### Récurrents
- Allie DeBerry (VFB : Alice Ley) : Paisley Houndstooth
- Zach Steel (VFB : Frédéric Meaux) : Henry Gibson (saison 1-2)
- Finesse Mitchell (en) (VFB : Claudio Dos Santos) : Darryl Parks
- Mindy Sterling (VFB : France Bastoen) : Principal Susan Skidmore (saison 1-2)
- Dominic Burgess (VFB : Philippe Allard) : Zoltan Grundy
- Elise Neal : Roxanne Parks
- Christian Campos : Wacky le loup

Version française
- Société de doublage : Dubbing Brothers Belgique
- Direction artistique : Cécile Florin
- Adaptation des dialogues : Marie-Dominique Laurent

## Épisodes
| Saison | Saison | Nombre d'épisodes | Années    | Diffusion originale | Diffusion originale | Diffusion française | Diffusion française |
| Saison | Saison | Nombre d'épisodes | Années    | Début de saison     | Fin de saison       | Début de saison     | Fin de saison       |
| ------ | ------ | ----------------- | --------- | ------------------- | ------------------- | ------------------- | ------------------- |
|        | 1      | 26                | 2011-2012 | 6 mai 2011          | 13 avril 2012       | 5 octobre 2011      | 11 mai 2012         |
|        | 2      | 21                | 2012-2013 | 1er juin 2012       | 26 avril 2013       | 5 septembre 2012    | 1er mai 2013        |
|        | 3      | 18                | 2013-2014 | 31 mai 2013         | 21 mars 2014        | 2 septembre 2013    | 29 mars 2014        |

### Saison 1 (2011–2012)
| №     | #     | Titre français                                                     | Titre original                                               | Diffusion française | Diffusion originale | Code prod. |
| ----- | ----- | ------------------------------------------------------------------ | ------------------------------------------------------------ | ------------------- | ------------------- | ---------- |
| 1     | 1     | Infiltration de Génius                                             | transplANTed                                                 | 5 octobre 2011      | 6 mai 2011          | 101        |
| 2     | 2     | L’activité parascolaire                                            | participANTs                                                 | 12 octobre 2011     | 17 juin 2011        | 102        |
| 3     | 3     | La Légende du Casier Hanté                                         | phANTom locker                                               | 19 octobre 2011     | 24 juin 2011        | 103        |
| 4     | 4     | Des Genius pas géniaux                                             | sciANTs fair                                                 | 26 octobre 2011     | 1er juillet 2011    | 106        |
| 5     | 5     | L’élection                                                         | studANT council                                              | 2 novembre 2011     | 8 juillet 2011      | 107        |
| 6     | 6     | Les Malheurs de Gibson                                             | bad romANTs                                                  | 9 novembre 2011     | 15 juillet 2011     | 105        |
| 7     | 7     | La taupe                                                           | the informANT                                                | 16 novembre 2011    | 29 juillet 2011     | 104        |
| 8     | 8     | Le nouveau                                                         | replicANT                                                    | 23 novembre 2011    | 12 août 2011        | 108        |
| 9     | 9     | Cameron a des visions                                              | clairvoyANT                                                  | 30 novembre 2011    | 19 août 2011        | 109        |
| 10    | 10    | Premier contrat                                                    | managemANT                                                   | 7 décembre 2011     | 26 août 2011        | 110        |
| 11    | 11    | Sauvez Gibson !                                                    | philANThropy                                                 | 14 décembre 2011    | 16 septembre 2011   | 111        |
| 12    | 12    | Le chef-d'œuvre                                                    | fraudulANT                                                   | 21 décembre 2011    | 23 septembre 2011   | 112        |
| 13    | 13    | La remplaçante                                                     | the replacemANT                                              | 18 janvier 2012     | 30 septembre 2011   | 113        |
| 14    | 14    | Section des jeunes mutants                                         | mutANT farm                                                  | 1er février 2012    | 7 octobre 2011      | 118        |
| 15    | 15    | Les petits papiers                                                 | cANTonese style cuisine                                      | 8 février 2012      | 28 octobre 2011     | 115        |
| 16    | 16    | Le bonheur de l'ignorance                                          | ignorANTs is bliss                                           | 15 février 2012     | 4 novembre 2011     | 116        |
| 17    | 17    | La soirée pyjamas                                                  | slumber party ANTics                                         | 17 mars 2012        | 18 novembre 2011    | 114        |
| 18 19 | 18 19 | Voyage à Los Angeles : 1re partie Voyage à Los Angeles : 2e partie | america needs talANT : Part I america needs talANT : Part II | 24 mars 2012        | 25 novembre 2011    | 122 123    |
| 20    | 20    | Petit Papa Genius                                                  | sANTa's little helpers                                       | 31 mars 2012        | 9 décembre 2011     | 119        |
| 21    | 21    | Le spectacle                                                       | you're the one that I wANT                                   | 11 avril 2012       | 20 janvier 2012     | 121        |
| 22    | 22    | Le concert                                                         | performANTs                                                  | 18 avril 2012       | 27 janvier 2012     | 120        |
| 23    | 23    | Le double rendez-vous                                              | some enchANTed evening                                       | 25 avril 2012       | 24 février 2012     | 117        |
| 24    | 24    | Le sac à dos massant                                               | patANT pending                                               | 2 mai 2012          | 2 mars 2012         | 125        |
| 25    | 25    | Violette                                                           | ballet dANTser                                               | 11 mai 2012         | 30 mars 2012        | 126        |
| 26    | 26    | Coupable !                                                         | body of evidANTs                                             | 11 mai 2012         | 13 avril 2012       | 124        |

### Saison 2 (2012–2013)
Le 30 novembre 2011, Disney Channel confirme la production d'une deuxième saison diffusée depuis le 1er juin 2012.
| №     | #     | Titre français                                                   | Titre original                                               | Diffusion française | Diffusion originale | Code prod. |
| ----- | ----- | ---------------------------------------------------------------- | ------------------------------------------------------------ | ------------------- | ------------------- | ---------- |
| 27    | 1     | Conseillère de star                                              | creative consultANT                                          | 5 septembre 2012    | 1er juin 2012       | 207        |
| 28    | 2     | Bébé Sébastian                                                   | infANT                                                       | 12 septembre 2012   | 1er juin 2012       | 201        |
| 29    | 3     | Le bal du lycée                                                  | fANTasy girl (Part 1)                                        | 19 septembre 2012   | 8 juin 2012         | 202        |
| 30    | 4     | Mannequin d’un jour                                              | modeling assignmANT (Part 2)                                 | 26 septembre 2012   | 22 juin 2012        | 205        |
| 31    | 5     | Questions Genius                                                 | ANTswers                                                     | 3 octobre 2012      | 29 juin 2012        | 206        |
| 32    | 6     | Cinéaste en herbe                                                | the ANTagonist                                               | 10 octobre 2012     | 6 juillet 2012      | 208        |
| 33    | 7     | Au Pays des Kangourous                                           | endurANTs                                                    | 17 octobre 2012     | 13 juillet 2012     | 209        |
| 34    | 8     | La fête foraine                                                  | amusemANT park                                               | 24 octobre 2012     | 20 juillet 2012     | 211        |
| 35    | 9     | Le concours de l’amitié                                          | contestANTs                                                  | 31 octobre 2012     | 10 août 2012        | 212        |
| 36    | 10    | Il faut sauver la Section Genius                                 | confinemANT                                                  | 7 novembre 2012     | 24 août 2012        | 213        |
| 37    | 11    | Quotient d’Idiotie                                               | intelligANT                                                  | 14 novembre 2012    | 7 septembre 2012    | 214        |
| 38    | 12    | Le pot de colle                                                  | significANT other                                            | 21 novembre 2012    | 21 septembre 2012   | 215        |
| 39    | 13    | Mutants et Cie                                                   | mutANT farm 2                                                | 9 octobre 2012      | 5 octobre 2012      | 210        |
| 40    | 14    | Détective privé                                                  | detective agANTcy                                            | 28 novembre 2012    | 26 octobre 2012     | 204        |
| 41    | 15    | La chasse aux trésors                                            | scavANTger hunt                                              | 30 janvier 2013     | 2 novembre 2012     | 203        |
| 42 43 | 16 17 | La chance de sa vie : 1re partie La chance de sa vie : 2e partie | chANTs of a lifetime : Part I chANTs of a lifetime : Part II | 13 février 2013     | 23 novembre 2012    | 219 220    |
| 44    | 18    | La retraite de Skidmore                                          | early retiremANT                                             | 6 février 2013      | 11 janvier 2013     | 216        |
| 45    | 19    | Un bel hommage                                                   | influANTces                                                  | 17 avril 2013       | 1er février 2013    | 217        |
| 46    | 20    | Crise d'identité                                                 | idANTity crisis                                              | 24 avril 2013       | 5 avril 2013        | 221        |
| 47    | 21    | Un étrange caractère                                             | restaurANTeur                                                | 1er mai 2013        | 26 avril 2013       | 218        |

### Saison 3 (2013–2014)
Le 2 octobre 2012, Disney a renouvelé la série pour une troisième saison qui sera aussi la dernière diffusée depuis le 31 mai 2013.
| №     | #    | Titre français                                                                   | Titre original                               | Diffusion française | Diffusion originale | Code prod. |
| ----- | ---- | -------------------------------------------------------------------------------- | -------------------------------------------- | ------------------- | ------------------- | ---------- |
| 48 49 | 1 12 | Le nouveau lycée des Genius : 1re partie Le nouveau lycée des Genius : 2e partie | trANTsferred : Part I trANTsferred : Part II | 2 septembre 2013    | 31 mai 2013         | 301 302    |
| 50    | 3    | Des Genius responsables                                                          | independANTs                                 | 11 septembre 2013   | 7 juin 2013         | 303        |
| 51    | 4    | L'idiophone                                                                      | animal husbANTry                             | 18 septembre 2013   | 28 juin 2013        | 306        |
| 52    | 5    | Agent Secret                                                                     | secret agANT                                 | 25 septembre 2013   | 12 juillet 2013     | 304        |
| 53    | 6    | La machine à remonter le temps                                                   | past, presANT, and future                    | 2 octobre 2013      | 26 juillet 2013     | 307        |
| 54    | 7    | L'énigme impossible                                                              | angus' first movemANT                        | 9 octobre 2013      | 2 août 2013         | 305        |
| 55    | 8    | Situation imprévue                                                               | unforeseen circumstANTs                      | 16 octobre 2013     | 9 août 2013         | 308        |
| 56    | 9    | La Famille Royale                                                                | pANTs on fire                                | 23 octobre 2013     | 23 août 2013        | 312        |
| 57    | 10   | Le concours de karaoké                                                           | product misplacemANT                         | 6 novembre 2013     | 20 septembre 2013   | 309        |
| 58    | 11   | L'étrange Madame Goo Goo                                                         | uncanny resemblANTs                          | 27 novembre 2013    | 27 septembre 2013   | 315        |
| 59    | 12   | Section Mutants                                                                  | mutANT farm 3.0                              | 18 octobre 2013     | 4 octobre 2013      | 311        |
| 60    | 13   | Tournage à Z-Tech                                                                | feature presANTation                         | 4 décembre 2013     | 18 octobre 2013     | 313        |
| 61    | 14   | Z-Tech fait faillite                                                             | finANTial crisis                             | 11 décembre 2013    | 15 novembre 2013    | 314        |
| 62    | 15   | Les vacances de Noël                                                             | silANT night                                 | 25 décembre 2013    | 6 décembre 2013     | 310        |
| 63    | 16   | La fausse mission secrète                                                        | unwANTed                                     | 29 mars 2014        | 24 janvier 2014     | 316        |
| 64    | 17   | L'équipe de cheerleaders                                                         | meANT to be?                                 | 29 mars 2014        | 28 février 2014     | 317        |
| 65    | 18   | La Z-Boutique                                                                    | the new york experiANTs                      | 29 mars 2014        | 21 mars 2014        | 318        |

## Personnages
- Chyna Anne Parks (China Anne McClain), un génie de la musique qui, à onze ans (14 ans dans la saison 3), joue de plus d'instruments que ne peuvent en nommer bien des gens, dont la guitare, le piano, le violon, la trompette, le saxophone, la flûte, le violoncelle, la harpe, la cornemuse, le cor, le thérémine, les percussions, l'harmonica et les cuillères. Dans l'épisode Violette de la saison 1, on apprend que le seul instrument qu'elle ne sait pas jouer est : le triangle. Chyna est aussi une admirable chanteuse, qui épate les gens de sa voix puissante, chargée d'émotions. Jamais effrayée par un défi, elle voit le lycée comme un endroit excitant. Elle est toujours accompagnée de ses meilleurs amis Olive et Fletcher qui d’ailleurs ne cache pas son amour pour celle-ci. Dans l'épisode 12 de la saison 2, elle suit un conseil de Lexi et sort avec Fletcher pensant que celui-ci arrêtera de la harceler. Chyna rompt plus ou moins avec lui et ils restent de très bon amis. Dans la saison 3, ils intègrent une nouvelle école de surdoués dirigée par Z (Zoltane Grundi) un multi-milliardaire spécialisé dans les nouvelles technologies et dont Angus a infiltré le réseau. Elle partagera sa chambre avec Olive. Dans les épisodes qui suivent, elle tombe sous le charme d'un espion et tente de le conquérir et finit par entrer en compétition avec Lexi, Olive en profitera pour se rapprocher de lui.

- Olivia "Olive" Daphné Doyle (Sierra McCormick) est, à onze ans, un ordinateur sur pattes. Grâce à sa mémoire photographique, tout ce qu'elle lit, entend ou voit est gravé dans son cerveau de façon permanente. Dommage, il y a certaines choses qu'on préférerait oublier. Olive, qui a toujours quelque chose à dire sur à peu près tout, a tendance à trop réfléchir. On la voit régulièrement (tout le temps) dire du mal de Fletcher en sa présence ou non, ce qui ne les empêche pas d'être ami. Par la suite, elle sort avec Graham l'un de ses coups d'foudre mais elle rompt avec lui quand elle s'aperçoit de sa méchanceté. Malgré son intelligence, elle peut paraître stupide et naïve comme on le voit dans la saison 3 où elle se laisse manipuler par Lexi, ce qui ne l'empêche pas de manipuler les autres comme lorsque Chyna et Lexi se battent pour un espion de la nouvelle Section Genius, elle en profite pour les pousser à entrer en compétition et sortir avec celui-ci. Dans les épisodes qui suivent, ils sont toujours ensemble, ce qui attise la jalousie de Lexi.

- Fletcher Pépinière Quimby (Jake Short) est un génie des arts plastiques, doué pour tous les supports, peinture, sculpture, dessin, etc. Mais à ses yeux, Chyna est la plus belle œuvre d'art. Fletcher tombe amoureux dès qu'il la voit, mais il a du mal à cacher ses sentiments car il l'immortalise constamment dans ses œuvres ! Dans la saison 2, ils sortent brièvement ensemble car Chyna le considère seulement comme un ami. Il essaya de l'oublier un peu lorsqu'il sorti avec une nouvelle Genius dans la saison 3.

- Alexis "Lexi" Taylor Reed (Stefanie Scott) est la plus grande rivale de Chyna au Lycée Webster. Si Chyna a pris la tête de la Section Genius, c'est Lexi la star du lycée. C'est une adolescente extrêmement populaire et elle le sait. C'est la vedette de tous les spectacles de l'école, enfin elle l'était jusqu'à ce que Chyna arrive ! Dans la saison 3, alors qu'elle a toujours renié les génius, on découvre qu'elle en est une : c'est un génie des mathématiques ! (en raison des calculs qu'elle fait lorsqu'elle fait du shopping) Elle s'intéresse aux petits amis d'Olive mais finit par abandonner (elle trouve que c'est le plus beaux garçon de la Section Genius). Pourtant, elle sortira avec le « second » garçon le plus beau, mais celui-ci partage une obsession pour les BD, Lexi l'oblige à arrêter mais finit elle-même par être acro aux BD. Ils s'échange les passions sans le vouloir (lui pour le shopping et elle pour les BD), son petit ami la quitte à la fin de l'épisode.

- Cameron O. Parks (Carlon Jeffery) (saisons 1 et 2) est le grand frère de Chyna. Alors qu'elle est un génie, il n'est pas doué pour grand-chose, mais il a l'intention de trouver un domaine où il excelle. Il n'est pas fou de joie que sa petite sœur soit dans son lycée, il essaie donc de l'éviter. À partir de l'épisode Mannequin d'un jour de la saison 2 jusqu'à l'épisode Cinéaste en herbe, il sort avec un mannequin, Vanessa, mais ils finissent par rompre car Cameron semble s'intéresser à d'autres filles selon Vanessa. Il ne fait qu'une brève apparition dans la saison 3.

## Commentaires
- La chanson du générique Exceptional est interprétée par China Anne McClain.
- Tous les titres originaux contiennent "ANT".
- L'acronyme A.N.T. signifie « Advanced Natural Talents », littéralement « Talents naturels avancés ».
- "Section Genius" était LA série très attendue de Disney Channel car China Anne McClain a commencé par plusieurs apparitions dans les séries de l'univers Disney (wizards of Waverly Place, Jonas L.A ...). Son avenir de star était donc tracé. Mais le concept a du mal à convaincre et dès la fin de la saison 2 les audiences baissent fortement aux États-Unis. On voit ainsi une saison 3 complètement remastérisé avec un nouveau générique et de nouveaux studios. Cela n'a pas suffi et la série se termine à la fin de la saison 3 avec un téléfilm (épisode en 2 parties).
- Dans l'actualité China est toujours sous contrat avec Disney channel est apparue depuis peu dans deux téléfilms : Le garçon idéal et Descendants 2. Les autres acteurs ne sont plus présent dans des filmographies. Jake Short joue l'un des rôles principaux dans la nouvelle série de Disney, Mighty Med.